# Node.js
Node.js је вишеплатформско ЈаваСкрипт радно окружење отвореног кода за извршавање ЈаваСкрипт-а на серверској страни. Историјски гледано ЈаваСкрипт је примарно коришћен на клијентској страни, где су скрипте написане у ЈаваСкрипту биле уграђене у HTML странице, како би се извршиле на клијентској страни у веб прегледачу. Node.js омогућава да се ЈаваСкрипт користи за скрипте на серверској страни које омогућавају да се садржај динамичних веб страница генерише на серверу пре него што се пошаље до веб прегледача корисника. Због тога је Node.js постао један од основних елемената парадигме "ЈаваСкрипт свуда" јер омогућава униформисање развој веб апликација у једном програмском језику, без потребе да се за скрипте на серверској страни користи различит програмски језик.
Иако је .js конвенционална екстензија за ЈаваСкрипт код, назив "Node.js" се не односи ни на једну датотеку у овом контексту и само представља назив производа. Node.js поседује архитектуру базирану на догађајима која је способна да обавља асинхроне улазе/излазе. Овакав избор архитектуре омогућава оптимизацију пропусности и скалабилности у веб апликацијама са много улазно/излазних операција као и за веб апликације у реалном времену (нпр. програми за комуникацију у реалном времену и игрице у веб прегледачу).
Node.js дистрибуирани пројекат води Node.js фондација, уз подршку Линукс Фондације и њиховог програма колаборативних пројеката.
Неке од компанија које користе Node.js су GoDaddy, Groupon, IBM, LinkedIn, Мајкрософт, Нетфликс, Пејпал, Rakuten, SAP, Tuenti, Voxer, Волмарт, Јаху!, and Cisco